# 성남실내체육관
성남실내체육관(城南室內體育館)은 경기도 성남시 중원구 성남동에 있는 실내 체육관이다. 과거 WKBL의 성남 국민은행 세이버스(2000년~2001년), V-리그의 상무 신협 배구단(2005년~2012년, 초청 팀 자격)과 성남 한국도로공사 하이패스(2010년~2015년)의 홈 경기장으로 사용되었다.

## 같이 보기
- 성남종합운동장